# Ken Liu
Ken Liu (čínsky pchin-jinem Liú Yǔkūn, znaky zjednodušené 刘宇昆, tradiční 劉宇昆; 1976, Lan-čou) je americký spisovatel a překladatel žánrů science fiction a fantasy čínského původu, který získal několik ocenění Hugo a Locus.

## Životopis
Liu se narodil v roce 1976 v čínském městě Lan-čou. Když mu bylo jedenáct let, s rodiči emigroval do Spojených států. Zatímco jeho matka získala doktorát z chemie a pracuje v oboru farmacie, jeho otec je počítačový inženýr. Nejdříve žili krátce v Kalifornii a ve městě Stonington, později se usadili ve Waterfordu ve státě Connecticut. Liu absolvoval tamní střední školu Waterford High School v roce 1994. Ve vzdělávání pokračoval na Harvardově univerzitě, studiem angličtiny a informatiky, které zakončil v roce 1998 získáním titulu Bachelor of Arts. Po zakončení studia pracoval jako softwarový inženýr v Microsoftu, posléze se však přidal ke startupu v Cambridge. Po získání titulu doktor práv (J.D.) z právnické fakulty Harvardovy univerzity v roce 2004 pracoval jako firemní právník a konzultant v oblasti soudního řízení. Literární fikci začal publikovat v roce 2002.

## Tvůrčí činnost
Po psaní převážně povídek vydal v roce 2015 své první románové dílo v žánru science fantasy – „The Grace of Kings“ (česky vydalo nakladatelství Host jako Ctnosti králů v roce 2017). Sám Liu označuje podžánr tetralogie Dynastie Pampelišek po vzoru kyberpunku nebo steampunku jako „silkpunk“ – namísto neonů nebo bronzu a páry používá v organických vynálezech bambus, papír a hedvábí a místo viktoriánského období přebírá motivy starobylé Číny. Na námět jeho několika provázaných povídek o umělé inteligenci vznikl osmidílný animovaný seriál pro dospělé publikum Pantheon, vysílaný od září 2022 na streamovací službě AMC+. V lednu 2023 byly v rámci finančních škrtů připravované dvě řady zrušeny navzdory tomu, že druhá řada byla dokončena. První řada byla dobře kriticky přijata.
Kromě psaní se věnuje také překladu z čínštiny do angličtiny. Mezi jím přeložená díla patří dvě knihy trilogie Vzpomínka na Zemi Liou Cch’-sina nebo novela Folding Beijing autorky Chao Ťing-fang.

## Ocenění
Jeho povídka Papírový zvěřinec (v originále The Paper Menagerie) se v roce 2012 stala vůbec prvním dílem, které získalo literární ceny Hugo, Nebula a World Fantasy Award a ve stejném ročníku byl jeho The Man Who Ended History: A Documentary nominován na cenu Hugo pro nejlepší novelu. O rok později získal další cenu Hugo pro nejlepší povídku s dílem Mono no aware. Jeho románová prvotina Ctnosti králů se dostala do užšího výběru pro cenu Nebula v roce 2016 a ve stejném roce vyhrála cenu Locus v kategorii pro nejlepší první román.
V roce 2015 se román Problém tří těles Liou Cch’-sina, který Ken Liu přeložil z čínštiny do angličtiny, stal prvním přeloženým románem, který získal cenu Hugo.

## Vybraná bibliografie

### Romány

#### Dynastie Pampelišek
- Ctnosti králů, Host 2017 (v originále The Grace of Kings, 2015)
- The Wall of Storms, 2016
- The Veiled Throne, 2021
- Speaking Bones, 2022[14]

#### Ostatní
- The Legends of Luke Skywalker, 2017

### Sbírky povídek
- The Paper Menagerie and Other Stories, 2016
- The Hidden Girl and Other Stories, 2020

### Antologie
- Invisible Planets: Contemporary Chinese Science Fiction in Translation, 2016 (překlad a editace)
- Broken Stars: Contemporary Chinese Science Fiction in Translation, 2019